# Josef van Ess

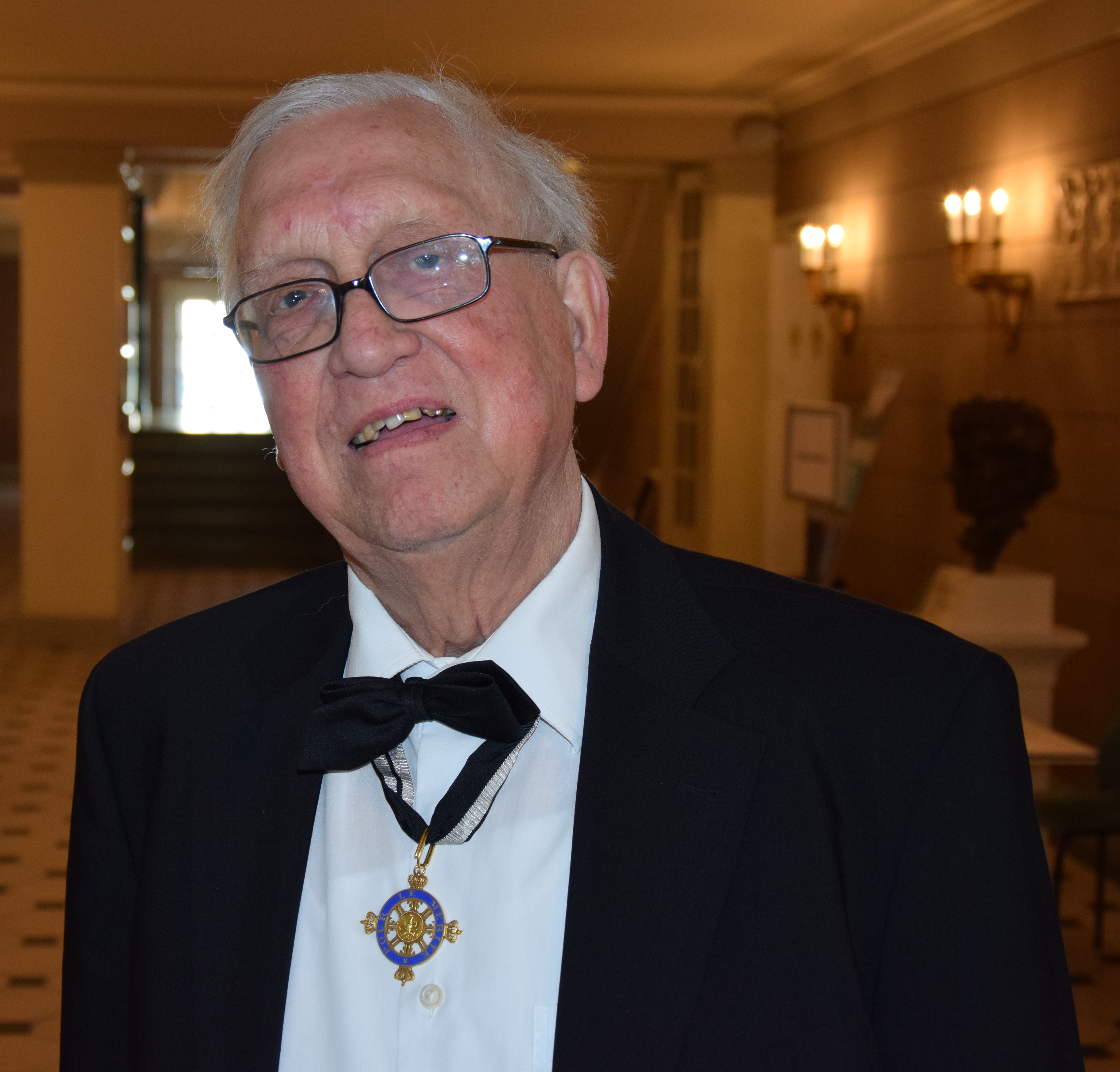
Josef van Ess, 2014

Josef van Ess (* 18. April 1934 in Aachen; † 20. November 2021 in Tübingen) war ein deutscher Islamwissenschaftler. Er hatte von 1968 bis 1999 den Lehrstuhl für Islamkunde und Semitistik an der Eberhard Karls Universität Tübingen inne.

## Leben
Josef van Ess war der Sohn des Nadlers Johann van Ess. Er war ursprünglich Niederländer, erwarb aber als junger Mann die deutsche Staatsbürgerschaft. Er studierte von 1953 bis 1957 in Bonn und Frankfurt am Main Klassische Philologie, Islamwissenschaft (mit Arabisch, Türkisch und Persisch), Semitistik sowie mittelalterliche Philosophie. Im Jahre 1959 wurde er mit einer von Hellmut Ritter angeregten Dissertation zur islamischen Mystik an der Rheinischen Friedrich-Wilhelms-Universität Bonn promoviert. Von 1958 bis 1963 war er wissenschaftlicher Assistent an der Goethe-Universität Frankfurt am Main, wo er sich 1964 mit einer Arbeit zur Erkenntnistheorie in der islamischen Scholastik habilitierte. 
Anschließend war er Referent am Orient-Institut Beirut. Er hatte Gastprofessuren an der University of California Los Angeles (1967) und an der Amerikanischen Universität Beirut (1967/1968) inne. 1968 folgte er Rudi Paret als Ordinarius auf dem Lehrstuhl für „Islamkunde und Semitistik“ am Orientalischen Seminar der Universität Tübingen nach, den er bis zur Emeritierung 1999 innehatte. Weitere Gastprofessuren führten ihn nach Princeton, Oxford, an das Collège de France und die École pratique des hautes études in Paris.
Schwerpunkt seiner Forschungen war die frühe islamische Theologie. Sein Hauptwerk ist Theologie und Gesellschaft im 2. und 3. Jahrhundert Hidschra. Eine Geschichte des religiösen Denkens im frühen Islam, in dessen sechs Bänden (1991–1997 veröffentlicht) er die meist nur bei späteren Autoren überlieferten Gedankengebäude früher islamischer Theologen rekonstruierte.
Josef van Ess starb im November 2021 im Alter von 87 Jahren in Tübingen.
Er war verheiratet mit Marie-Luise van Ess, geb. Bremer (1930–2022), ebenfalls promovierte Orientalistin und spezialisiert auf osmanisches Türkisch. Seine Kinder sind die Vorderasiatische Archäologin Margarete van Ess, der Sinologe und Mongolist Hans van Ess, Gertrud van Ess sowie Richard van Ess.

## Auszeichnungen und Ehrungen
- 1975: Korrespondierendes Mitglied der Real Academia des Buenas Letras Barcelona[8]
- 1975: Mitglied der Iranischen Akademie der Wissenschaften
- 1975: Mitglied der Heidelberger Akademie der Wissenschaften[9]
- 1979: Mitglieder der Irakischen Akademie der WIssenschaften
- 1983: Mitglied des Scientific Council of the National Foundation Tunesien
- 1985: Corresponding Fellow of the Medieval Academy of America[10]
- 1991: Ordentliches Mitglied der Academia Europaea[2]
- 1999: Internationaler Buchpreis der Islamischen Republik Iran
- 1999: Giorgio Levi Della Vida-Medaille des G.E. von Grunebaum Center for Islamic Studies, University of California, Los Angeles
- 1997: Ehrendoktorwürde der Ecole Pratique des Hautes Etudes / Sorbonne, Paris
- 1997: Ehrendoktorwürde der Georgetown University Washington
- 2002: Correspondant étranger, Academie des Inscriptions et Belles-Lettres, Institut de France
- 2009: Ehrendoktor der Union Arabischer Historiker / Arabische Liga Baghdad
- 2009: World Congress for Middle Eastern Studies (WOCMES)-Award for Outstanding Contributions to Middle Eastern Studies[11]
- 2010: Verdienstorden der Bundesrepublik Deutschland (Großes Verdienstkreuz mit Stern)
- 2009: Pour le Mérite für Wissenschaften und Künste[3]
- 2009: Korrespondierendes Mitglied der British Academy
- 2011: Ehrenmitglied der American Oriental Society
- 2012: MItglied der Accademia Ambrosiana Mailand[12]
- 2012: Ehrenmitglied der Middle East Studies Association of North America

## Schriften

### Als Verfasser und Übersetzer
- Die Gedankenwelt des Hârith al-Muhâsibî. Anhand von Übersetzungen aus seinen Schriften dargestellt und erläutert (= Bonner Orientalistische Studien. Neue Serie, Band 12). Selbstverlag des Orientalischen Seminars der Universität Bonn, Bonn 1961.
- Die Erkenntnislehre des ’Adudaddîn al-Ici. Übersetzung und Kommentar des ersten Buches seiner Mawaqif (= Akademie der Wissenschaften und der Literatur, Veröffentlichungen der Orientalischen Kommission, Band 22). Steiner, Wiesbaden 1966, ISBN 3-447-03558-7.
- Traditionistische Polemik gegen ʿAmr Ibn ʿUbaid. Zu einem Text des ʿAlī Ibn ʿUmar ad-Dâraquthnî (= Beiruter Texte und Studien, Band 7). Steiner, Beirut/Wiesbaden 1967 (Nachdruck: Ergon, Würzburg 2004, ISBN 3-89913-006-5).
- Frühe muʿtazilitische Häresiographie. Zwei Werke des Nâschi’ al-Akbar (gest. 293 H.) (= Beiruter Texte und Studien, Band 11). Orient Institut, Beirut 1971 (Nachdruck: Ergon, Würzburg 2003, ISBN 3-89913-277-7).
- Das Kitâb an-Nakth des Nazzâm und seine Rezeption im Kitâb al-Futyâ des Dschâḥiz. Eine Sammlung der Fragmente mit Übersetzung und Kommentar (= Abhandlungen der Akademie der Wissenschaften in Göttingen. Philologisch-historische Klasse. Dritte Folge, Band 70). Vandenhoeck und Ruprecht, Göttingen 1972.
- Zwischen Hadîth und Theologie. Studien zum Entstehen prädestinatianischer Überlieferung (= Studien zur Sprache, Geschichte und Kultur des islamischen Orients. Neue Folge, Band 7). De Gruyter, Berlin und New York 1975, ISBN 3-11-004290-8.
- Anfänge muslimischer Theologie: Zwei antiqadaritische Traktate aus dem ersten Jahrhundert der Hidschra (= Beiruter Texte und Studien, Band 14). Steiner, Wiesbaden 1977, ISBN 3-515-01842-5.
- Chiliastische Erwartungen und die Versuchung der Göttlichkeit. Der Kalif al-Hâkim (386-411 H.) (= Abhandlungen der Heidelberger Akademie der Wissenschaften. Philosophisch-historische Klasse. Jahrgang 1977, 2. Abhandlung). Winter, Heidelberg 1977, ISBN 3-533-02662-0.
- Theology and science. The case of Abû Ishâq an-Nazzâm (= The second annual United Arab Emirates Lecture in Islamic Studies). University of Michigan, Ann Arbor 1978.
- Der Thailasân des Ibn Harb. „Mantelgedichte“ in arabischer Sprache (= Abhandlungen der Heidelberger Akademie der Wissenschaften. Philosophisch-historische Klasse. Jahrgang 1979, 4. Abhandlung). Winter, Heidelberg 1979, ISBN 3-533-02792-9.
- Ungenützte Texte zur Karrâmîya. Eine Materialsammlung (= Abhandlungen der Heidelberger Akademie der Wissenschaften. Philosophisch-historische Klasse. Jahrgang 1980, 6. Abhandlung). Winter, Heidelberg 1980, ISBN 3-533-02849-6.
- Der Wesir und seine Gelehrten. Zu Inhalt und Entstehungsgeschichte der theologischen Schriften des Raschîduddîn Fazlullâh (gest. 718/1318) (= Abhandlungen für die Kunde des Morgenlandes, Band 45,4). Steiner, Wiesbaden 1981, ISBN 3-515-03359-9.
- Une lecture à rebours de l’histoire du Mu’tazilisme. In: Revue des études islamiques, Jg. 14 (1984), S. 163–240.
- mit Hans Küng, Heinrich von Stietencorn, Heinz Bechert: Christentum und Weltreligionen. Hinführung zum Dialog mit Islam, Hinduismus und Buddhismus. Piper, München 1984, ISBN 3-492-03517-5.
- The youthful god. Anthropomorphism in early islam. Arizona State University, Tempe 1989. (The university lecture in religion.)
- Islam. In: Emma Brunner-Traut (Hrsg.): Die fünf großen Weltreligionen. Herder, Freiburg im Breisgau, 3., durchgesehene und korrigierte Neuausgabe 1991, ISBN 3-451-04006-9. S. 67–87.
- Theologie und Gesellschaft im 2. und 3. Jahrhundert Hidschra. Eine Geschichte des religiösen Denkens im frühen Islam. De Gruyter, Berlin 1991–1997 (sechs Bände).
  - Band 1: 1991. ISBN 3-11-011859-9.
  - Band 2: 1992. ISBN 3-11-012212-X.
  - Band 3: 1992. ISBN 3-11-013161-7.
  - Band 4: 1997. ISBN 3-11-014835-8 (mit Register zu den Bänden 1–4).
  - Band 5: 1993. ISBN 3-11-013726-7 (Texte I–XXI).
  - Band 6: 1995. ISBN 3-11-014267-8 (Texte XXII–XXXV).
- Der Fehltritt des Gelehrten: Die „Pest von Emmaus“ und ihre theologischen Nachspiele (= Supplemente zu den Schriften der Heidelberger Akademie der Wissenschaften, Philosophisch-historische Klasse, Band 13). Winter, Heidelberg 2001, ISBN 3-8253-1200-3.
- Les prémices de la théologie musulmane (= Lectures de l'institute du monde arabe). Albin Michel, Paris 2002.
- Der Eine und das Andere. Beobachtungen an islamischen häresiographischen Texten (= Studien zur Geschichte und Kultur des islamischen Orients, Neue Folge, Band 23). De Gruyter, Berlin 2011, zwei Bände, ISBN 978-3-11-021577-9.
- Dschihad gestern und heute (= Julius-Wellhausen-Vorlesung, Band 3). De Gruyter, Berlin 2012, ISBN 978-3-11-024569-1.
- Die Träume der Schulweisheit. Leben und Werk des 'Als ibn Muhammad al-Ǧurgānī (gest. 816/1413) (= Abhandlungen für die Kunde des Morgenlandes, Band 86). Harrassowitz, Wiesbaden 2013, ISBN 978-3-447-06821-5.
- Im Halbschatten. Der Orientalist Hellmut Ritter (1892–1971) (= Veröffentlichung der Heidelberger Akademie der Wissenschaften, Philosophisch-historische Klasse). Harrassowitz, Wiesbaden 2013, ISBN 978-3-447-10029-8.
- Kleine Schriften (= Islamic history and civilization, Band 137). Brill, Leiden 2018, drei Bände, ISBN 978-90-04-31224-1.

### Als Herausgeber
- Das biographische Lexikon des Ṣalāḥaddīn Ḫalīl Ibn Aibak aṣ-Ṣafadī. Neunter Teil: Asad Ibn Ibrāhīm bis Aydekīn Al-Bunduqdār (= Bibliotheca Islamica, Band 6i). Steiner, Wiesbaden 1974.